# Гендуне, Юлия Густавовна
Ю́лия Гу́ставовна Ге́ндуне, урожд. Фёлькер (Carolina Dorothea Julia Voelker; 19 февраля 1863— 15 августа 1909) — первая в Российской империи женщина-археолог. Действительный член Императорского Санкт-Петербургского археологического института и Тверской Учёной архивной комиссии (с 1903 года). Большую часть своей жизни Юлия Густавовна провела в научных экспедициях, занимаясь раскопками древних курганов и городищ. Описала результаты своих исследований в ряде брошюр, среди которых «Городище Дуна Лихвинского уезда Калужской губернии».

## Биография
Родилась 19 февраля 1863 года в семье управляющего Вознесенской и Балахнинской мануфактурами Густава Фёлькера. Мать — Элиза Доротея Шульц. Окончила Императорский Санкт-Петербургский археологический институт, где училась у В. А. Городцова. Также имеются сведения, что Юлия знала пять языков и училась в Германии. Вышла замуж за обрусевшего финна Густава Гендунена (Hentunen), родом из Сортавалы, совладельца Лапинской мануфактуры. Детей у них не было.
В 1901 году провела раскопки в Радонежском городище на берегу реки Пажи, опубликовала сведения об исследованной близ Радонежа группе курганов. В 1900—1903 учёная исследовала несколько курганов в районе посёлка Лесные Поляны, высказав ряд предположений о жизни и быте древних славян. Раскопки на городище Дуна привели впоследствии к открытию верхнеокской культуры.
В 1903, 1904 и 1906 годах проводила раскопки финских поселений конца 1 тысячелетия до н. э. — начала 1 тысячелетия н. э. и древнеславянских курганов на территории современной Тверской области. Масштабные раскопки на городище Топорок (Верхневолжье) проводила на собственные средства. Результаты исследования комплекса привели её к выводу о том, что здесь находилось обрядовое городище шаманского типа, образованное финноязычными племенами. В 1908 году открыла Царёвское городище к северо-востоку от Москвы.
Последние годы жизни провела рядом с Топорком в деревне Плоски, сёлах Карачарово и Сучки Клинского уезда Московской губернии. И. Соколов-Микитов приводит рассказы старожилов о том, что это была «очень добрая, приветливая женщина, дружившая с местными крестьянами».
Застрелилась из револьвера 4 (17) августа 1909 года в деревне Плоски. Причины самоубийства остались невыясненными. По сведениям Соколова-Микитова, трагедия была связана с переживаниями из-за перехода из лютеранства в православие. Близко знакомый с ней председатель Тверской учёной архивной комиссии И. А. Иванов выступил на заседании архивной комиссии с мемориальной речью, в которой поделился своим наблюдением по поводу предсмертной записки, где было написано, что «Любопытство — один из смертных грехов»: «Не усомнилась ли она перед смертью в своем археологическом призвании — что с такою настойчивостью домогалась проникнуть в тайны былых веков и народов, погребенных в сырой земле, матери всего живущего». 
Была похоронена на противоположном берегу Волги от раскопанного ею Топорка в склепе, за несколько лет до смерти обустроенного ею на кладбище села Никольское-Сучки, где был похоронен князь Григорий Гагарин, бывший владелец усадьбы в Карачарово. Могила не сохранилась. А. Т. Твардовскому, который любил гулять в этих местах, рассказывали, что церковь была разобрана на кирпич для строительства Калининского речного вокзала.

## Комментарии
1. ↑  Указанная в метрической книге под 1863 годом фамилия родившейся соответствует фамилии бракосочетавшихся в 1860 году[2]. Оба источника перечислены в статье, опубликованной Национальным архивом республики Карелия[3].